# 烈面湖南會館
烈面湖南會館位於四川省武勝縣，文物遺址年代判定為清。2012年7月16日公佈為第八批四川省文物保護單位。
烈面湖南會館，位於四川省武勝縣烈面鎮東關路烈面中學內。始建於清初，續建於清光緒二十二年（1884），坐東朝西，四合院軸線佈局，占地面積790平方公尺，建築面積525平方公尺。由門樓、正廳及南、北廂廡組成，穿斗木構架，單簷懸山式屋頂，小青瓦屋面。烈面湖南會館為清初期湖南客民建立的同鄉移民會館，極具歷史、藝術、科學價值。第三次全國文物普查新發現
。